# مريم بوز
مريم بوز (مواليد 3 فبراير 1988) هي لاعبة كرة طائرة تركية تلعب في نادي فاكيف بنك.